# Derostenus trjapitzini
Derostenus trjapitzini är en stekelart som beskrevs av Alex Gumovsky 2003. Derostenus trjapitzini ingår i släktet Derostenus och familjen finglanssteklar. Inga underarter finns listade i Catalogue of Life.